# Ulica Obrońców Westerplatte w Katowicach
Ulica Obrońców Westerplatte w Katowicach – ulica we wschodniej części Katowic, łącząca dzielnicę Szopienice-Burowiec z Zawodziem. Jest to główna droga w Roździeniu (część Szopienic), przy której zlokalizowane są liczne przedsiębiorstwa, a także zabytkowe i historyczne kamienice oraz inne budynki.

## Przebieg
Ulica rozpoczyna swój bieg od skrzyżowania z ulicami: ks. bpa. Herberta Bednorza, Wiosny Ludów (dawniej 3 Maja) i Lwowską przy placu Powstańców Śląskich w Szopienicach. Dalej biegnie obok zabudowań starego browaru, krzyżuje się z ul. H. Bednorza i ul. Morawa. Następnie ulica prowadzi przez Burowiec (skrzyżowanie z ul. Janusza Korczaka, ul. gen. Józefa Hallera, skwer im. Hilarego Krzysztofiaka), gdzie znajdują się budynki HMN Szopienice i spółki Baterpol. Za oczyszczalnią i skrzyżowaniem z ul. Roździeńską kończy swój bieg przy ul. 1 Maja i węźle z ul. Bagienną (DK79) w jednostce pomocniczej Zawodzie.

## Opis

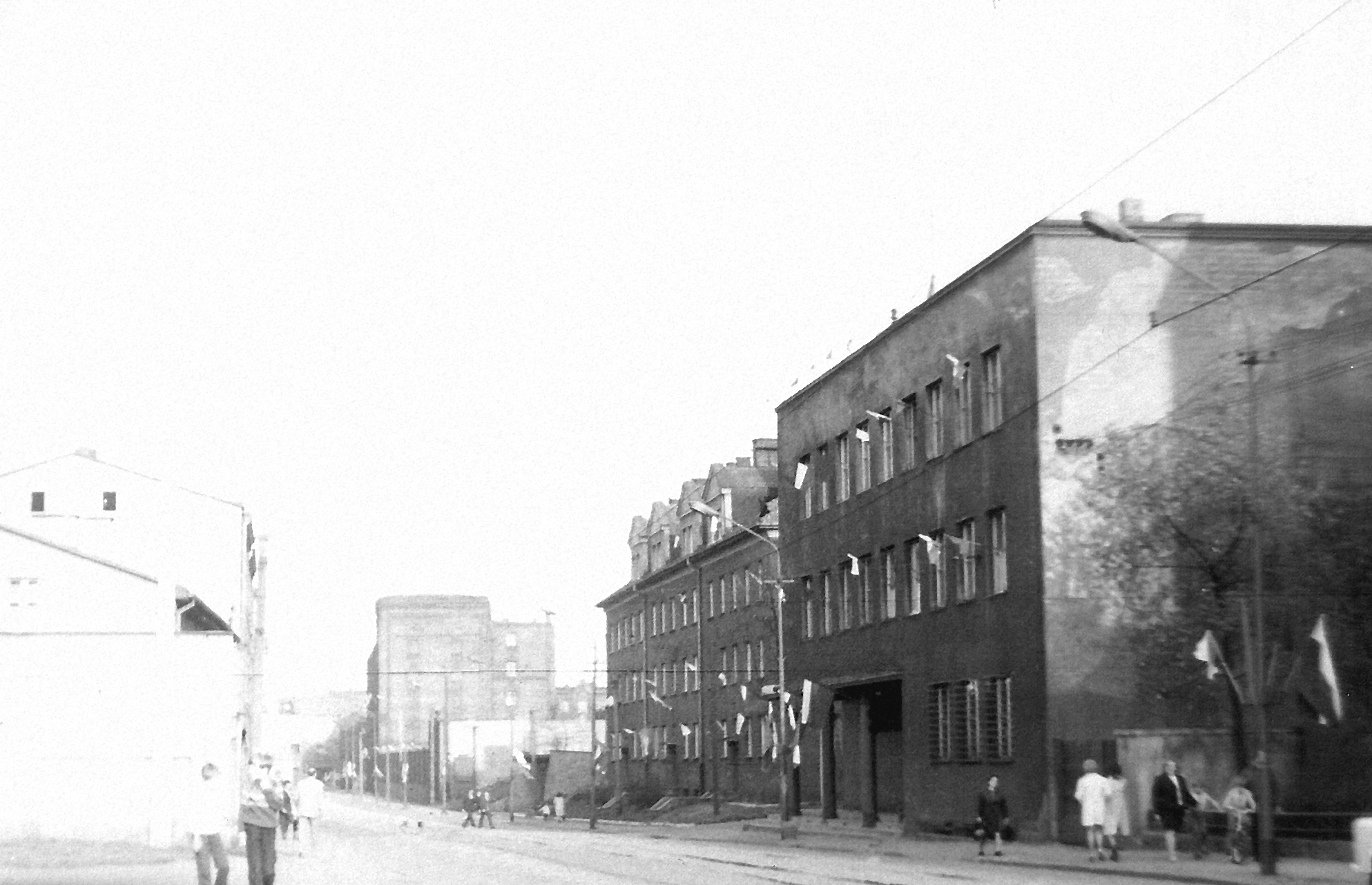
Ulica w latach 70. XX wieku

Do 1830 roku przy tej ulicy była czynna kuźnica roździeńska (zakole Rawy i drogi z Mysłowic do Dąbrówki Małej). Następnie w jej pobliżu mieścił się szpital hutniczy (w drugiej połowie XIX wieku). W pierwszej połowie XIX wieku w Roździeniu powstała huta żelaza Dietrich (w miejscu dawnej Kuźnicy Roździeńskiej, w rejonie obecnego skrzyżowania ul. Obrońców Westerplatte, ul. Bednarskiej i ul. Morawa). 
Ulica jest drogą główną klasy G. Przy ulicy znajduje się pamiątkowa tablica, poświęcona Walentemu Roździeńskiemu. W 1897 roku obok kolonii Bagno, pomiędzy dzisiejszą ul. Krakowską, ul. Roździeńską i ul. Obrońców Westerplatte, wybudowano hutę „Bernhardi”. W okresie Rzeszy Niemieckiej (do 1922 roku) ulica nosiła nazwy: Chaussee Straße (część wschodnia − dawne śródmieście Roździenia) i Hüttenstraße (część zachodnia − w stronę Burowca), a w latach niemieckiej okupacji Polski (1939−1945) Adolf-Hitler-Straße. Do 1962 nosiła nazwę ul. Oświęcimska.
W latach 1995–2017 przy ul. Obrońców Westerplatte 30 znajdowała się siedziba redakcji miesięcznika „Roździeń”. Uchwałą z 24 października 2019 roku Rada Miasta Katowice placowi położonemu w rejonie ul. Obrońców Westerplatte 13, 15 nadała nazwę Skwer Ernesta Prittwitza.

## Obiekty zabytkowe

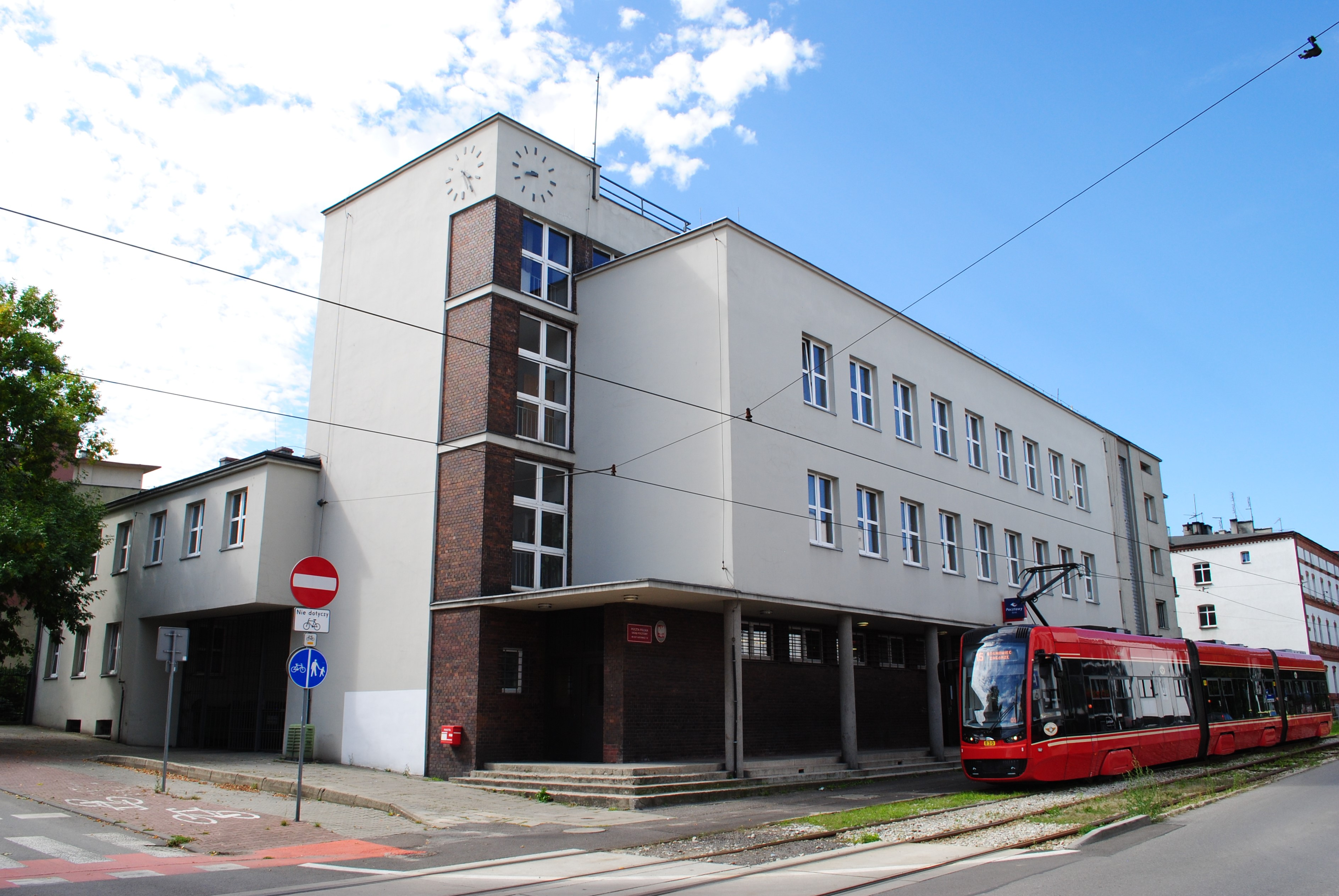
Budynek poczty (ul. Obr. Westerplatte 17)

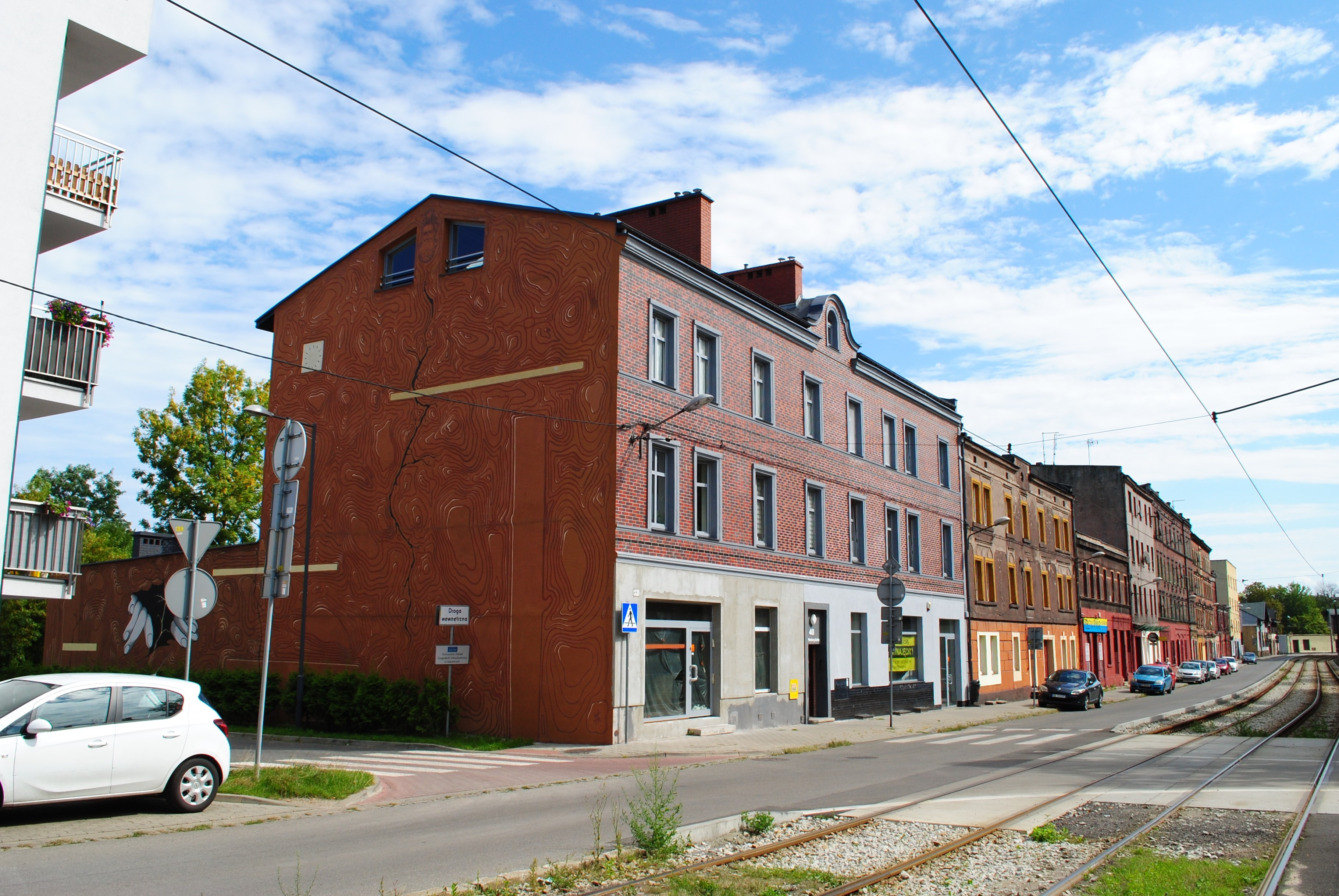
Kamienice mieszkalne (ul. Obr. Westerplatte 36, 38 i 40)

Przy ulicy zlokalizowane są następujące historyczne obiekty:
- narożna kamienica mieszkalna (ul. Obr. Westerplatte 1, róg z ul. ks. bpa H. Bednorza)[4];
- dwie kamienice mieszkalne (ul. Obr. Westerplatte 2, 3), wybudowane w 1906 roku w stylu modernizmu[4];
- kamienica mieszkalna (ul. Obr. Westerplatte 4), wzniesiona dwudziestoleciu międzywojennym w stylu późnego modernizmu/neoklasycyzmu[4];
- kamienica mieszkalna (ul. Obr. Westerplatte 5), wybudowana w 1894 roku w stylu historyzmu[4];
- kamienice mieszkalne (ul. Obr. Westerplatte 7, 8, 32, 52 i 54), wzniesione pod koniec XIX wieku w stylu historyzmu ceglanego[4];
- historyczny budynek (ul. Obr. Westerplatte 9)[14];
- kamienice mieszkalne (rejon centralnej części Szopienic i Burowca)[4];
- budynek poczty (ul. Obr. Westerplatte 17[15]), wzniesiony w 1930 roku[16] w stylu funkcjonalizmu;
- domy mieszkalne w pierzejach (ul. Obr. Westerplatte 24, 26, 30 i 50)[4];
- kamienica mieszkalna (ul. Obr. Westerplatte 37), wybudowana w 1937 roku w stylu funkcjonalistycznym[4];
- kamienice mieszkalne (ul. Obr. Westerplatte 38, 40), wzniesione na początku XX wieku, posiadają cechy stylu modernistycznego i historyzmu. Budynek o adresie Obr. Westerplatte 40 wzniesiony został między rokiem 1900 a 1915. Był to dom mieszkalno-usługowy, mieszczący również sklep rzeźniczy. Zachowała się ceramiczna boazeria, zdobiąca ściany do pełnej wysokości oraz przód lady. Przedstawia wzory roślinne (wijące się kwiaty, m.in. bratki, bukiety) oraz zwierzęta – głowy (byka, świni, barana; w tym głowę byka z symbolem cechu rzeźnickiego) i, na licu lady, scenki rodzajowe z trzodą[17].
- hala sportowa Hutniczego Klubu Sportowego Szopienice, pochodząca z początków XX wieku (ul. Obr. Westerplatte 44); jej pierwszym właścicielem był Freund[16]; w 2012 roku obiekt rozebrano[18], a w jego miejscu powstały trzy obiekty mieszkalne[19];
- kamienice mieszkalne (ul. Obr. Westerplatte 56, 59), wybudowane w latach trzydziestych XX wieku w stylu funkcjonalizmu[4];
- kamienica mieszkalna (ul. Obr. Westerplatte 62), pochodząca z początku XX wieku posiada cechy stylu modernistycznego i historyzmu ceglanego prostego[4];
- budynek firmy GAL-LUX (ul. Obr. Westerplatte 67), wzniesiony na początku XX wieku w stylu historyzmu/modernizmu, obiekt utracił cechy zabytkowe wskutek przeróbek[14];
- kamienica mieszkalna (ul. Obr. Westerplatte 73), wybudowana na początku XX wieku, posiada cechy stylu modernistycznego[4];
- kamienica mieszkalna (ul. Obr. Westerplatte 100), wzniesiona na początku XX wieku w stylu historyzmu[4].

## Instytucje

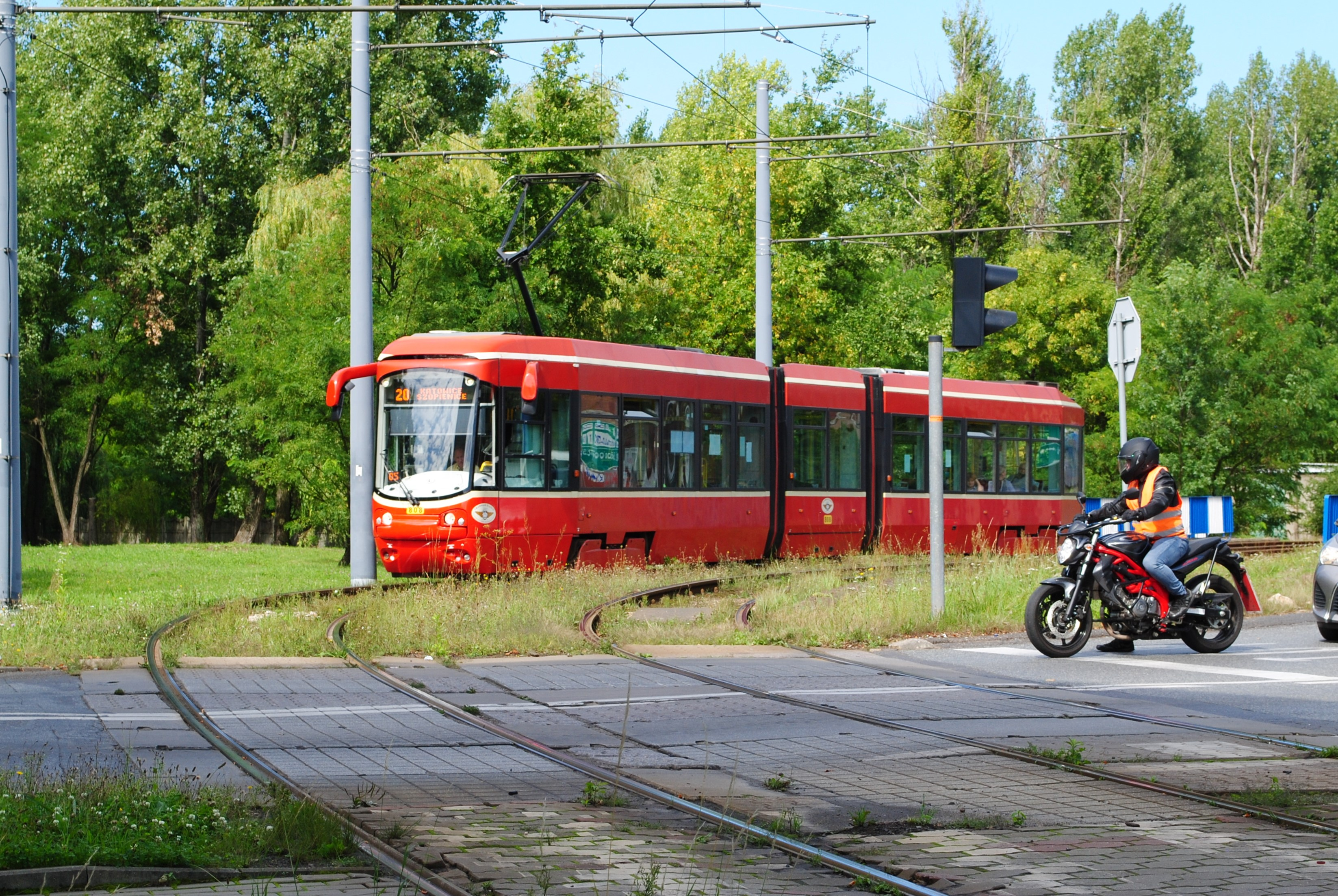
Tramwaj Alstom Konstal 116Nd na przejeździe tramwajowym na wysokości skrzyżowania z ul. ks. bp. Herberta Bednorza

Przy ul. Obrońców Westerplatte znajdują się m.in. (stan na 2020 rok): MDK „Szopienice-Giszowiec”, Miejska Biblioteka Publiczna w Katowicach (filia nr 19), Urząd Pocztowy Katowice 14, Katowickie Wodociągi, Baterpol, księgarnia, Alfa-Elektro, Zakład Szkolenia Psów oraz siedziba fundacji PRO-EKO Szopienice. Między ul. Obrońców Westerplatte a ul. ks. bp. Herberta Bednorza usytuowany jest kościół ewangelicki pw. Zbawiciela.

## Komunikacja
Ulicą Obrońców Westerplatte kursują autobusy oraz tramwaje operujące na zlecenie Zarządu Transportu Metropolitalnego. Wzdłuż ulicy zlokalizowanych jest pięć przystanków: Szopienice Kościół (stanowisko tramwajowe w kierunku Mysłowic/Sosnowca), Szopienice Poczta, Burowiec, Szopienice Wodociągi i Szopienice Roździeńska. Tramwaje wzdłuż ulicy zaczęły kursować w 1900 roku.